# Карадачки народоосвободителен партизански отряд
Карадачкият народоосвободителен партизански отряд (на македонска литературна норма: Карадачки народоослободителен партизански одред) е комунистическа партизанска единица във Вардарска Македония, участвала в така наречената Народоосвободителна войска на Македония.
Създаден е в Менкова колиба близо до Куманово на 12 октомври 1941 година. Състои се от 12 македонци, двама албанци и един хърватин. Командир на отрядът е Боро Менков, заместник-командир Петър Брайович, политически комисар Перо Георгиев – Чичо. Отрядът е открит във воденица край село Белановце на 13 октомври 1941 година. На другата сутрин след престрелка с български части от Петдесет и трети пехотен осоговски полк и полиция седем души от отряда са убити, а останалите 8 арестувани.

## Участници[3]
- Боро Менков – командир
- Петър Брайович – заместник-командир
- Перо Георгиев – политически комисар
- Байрам Шабани
- Магдалена Антова
- Наце Кралев
- Киро Бурназовски
- Перо Менков